# MPLKIP
MPLKIP‏ (M-phase specific PLK1 interacting protein) هوَ بروتين يُشَفر بواسطة جين MPLKIP في الإنسان.